# L'Odalisque au guépard
L'Odalisque au guépard est un tableau de Jacqueline Marval peint en 1900. Cette huile sur toile représente une femme nue allongée qui caresse un guépard devant une balustrade où sont posés deux perroquets. Elle évoque sans détour L'Odalisque à l'esclave de Jean-Auguste-Dominique Ingres. L'artiste ayant donné ses traits à l'odalisque figurée, il s'agit de l'une des plus anciennes œuvres picturales associant le nu à l'autoportrait féminin[réf. nécessaire].
La peinture est exposée au Salon des indépendants de 1901, et est achetée à cette occasion par le marchand d'art Ambroise Vollard. Elle appartient par la suite au collectionneur Oscar Ghez et relève toujours aujourd'hui d'une collection privée.